# Modena Team
Das Modena Team (alternativ: Scuderia Modena) war ein Formel-1-Rennstall aus Modena in Italien, der in der Saison 1991 in der Formel-1-Weltmeisterschaft an den Start ging. Das Team griff auf Ressourcen des Rennsportunternehmens Lamborghini Engineering zurück. Zum Sportwagenhersteller Lamborghini bestand formal keine unmittelbare Verbindung. Zentrale Figur des Projekts war der langjährige Ferrari-Ingenieur Mauro Forghieri, der Lamborghini Engineering leitete, für die Konstruktion des eingesetzten Rennwagens und des Motors verantwortlich war und an den Rennwochenenden die strategischen Entscheidungen traf. Das Team fuhr keine Weltmeisterschaftspunkte ein. Nach nur einem Jahr stellte es den Betrieb ein.

## Teamgeschichte

### Lamborghini Engineering
Das Modena Team war eng mit Lamborghini Engineering verbunden. Lamborghini Engineering gehörte seinerzeit wie der Sportwagenhersteller Lamborghini zum US-amerikanischen Chrysler-Konzern. 1988 hatte Lamborghini Engineering unter der Leitung von Mauro Forghieri einen Zwölfzylindermotor für die neue Saugmotor-Formel-1 entwickelt, der ab 1989 von Larrousse und später zusätzlich auch von Ligier und Lotus eingesetzt wurde.

### Das Projekt GLAS
Im September 1989 wurde Lamborghini Engineering von dem mexikanischen Investor Fernando Gonzáles Luna Bueno beauftragt, ein komplettes Formel-1-Auto zu konstruieren. Luna wollte mit dem Wagen ein unter mexikanischer Lizenz fahrendes Formel-1-Team um den Rennfahrer Giovanni Aloi aufbauen, das in der Saison 1991 unter der Bezeichnung GLAS (Gonzáles Luna & Associados) an den Start gehen sollte. Das Chassis war im Frühjahr 1990 fertiggestellt und sollte als GLAS 001 beim Großen Preis von Mexiko 1990 der Öffentlichkeit vorgestellt werden. Wenige Tage vor der geplanten Präsentation verschwand Gonzáles Luna spurlos. Einige Quellen brachten sein Verschwinden mit einer möglichen betrügerischen Insolvenz in Verbindung. Lamborghini Engineering erklärte allerdings, Gonzáles Luna habe bis dahin alle finanziellen Verpflichtungen erfüllt. Lamborghini holte daraufhin den Prototyp des GLAS 001, der bereits am Flughafen Paris-Orly zum Transport nach Mexiko bereitstand, nach Modena zurück.

### Der Aufbau des Modena Teams

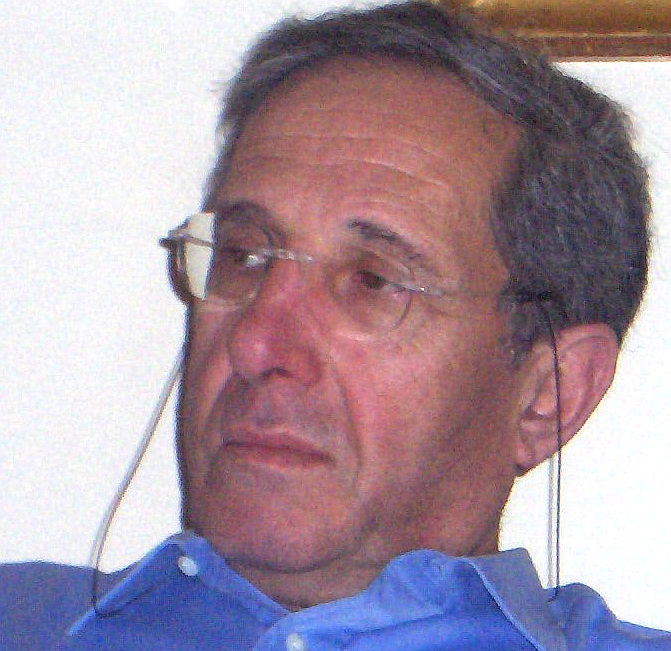
Zentrale Figur im Rennstall: Konstrukteur Mauro Forghieri

Im Sommer 1990 entschlossen sich Lamborghini Engineering und der Mutterkonzern Chrysler, das Projekt alleine fortzuführen. Im Herbst des Jahres ergab sich eine Partnerschaft mit dem italienischen Unternehmer Carlo Patrucco, einem ehemaligen Manager des Sportbekleidungsherstellers Fila. Patrucco hatte bereits 1989 vergeblich versucht, sich an dem französischen Rennstall Larrousse zu beteiligen. Er gründete im Herbst 1990 das Modena Team, das von Lamborghini Engineering unabhängig war. Lamborghini Engineering fungierte formal lediglich als Zulieferer und Dienstleister: Das Modena Team erhielt von Lamborghini Engineering das Auto und den Motor; zudem organisierte Lamborghini Engineering die Renneinsätze. Die Finanzierung hingegen hatte Patrucco sicherzustellen. Ein ähnliches Modell praktizierten zur gleichen Zeit das Team BMS Scuderia Italia und der Rennwagenhersteller Dallara. Tatsächlich kam es zu engen persönlichen Verflechtungen zwischen dem Modena-Team und Lamborghini Engineering. Die mit dem Rennsport verbundenen Fragen entschied weitgehend Mauro Forghieri, der technischer Direktor von Lamborghini Engineering und Konstrukteur des Lambo 290 war. Teammanager waren in der Vorbereitungsphase die bei Lamborghini Engineering beschäftigten Ingenieure Marco Tollentino und Augusto Bovati. Für das Jahr 1991 wurde diese Aufgabe allerdings Jaime Manca Graziadei übertragen, der zuvor Rennleiter bei Minardi gewesen war. Mehrere Mitarbeiter bestätigten übereinstimmend, dass Mauro Forghieri die wesentlichen Entscheidungen selbst traf und die Rolle Graziadeis stark einschränkte.
Die Wahl der Teambezeichnung und der Verzicht auf die Einbindung des Namens Lamborghini hatte seinen Grund in den Unsicherheiten über die sportlichen Erfolgsaussichten des Teams. Nach Aussage von Carlo Patrucco war für den Fall des Erfolgs eine spätere Umbenennung des Teams unter Verwendung des Namens Lamborghini geplant. Die Medien griffen diesem Schritt indes vielfach vor. In mehreren Berichten wurde das Team schon 1991 unrichtig als „Lambo Formula“ oder auch als „Lamborghini“ bezeichnet. Das Modena Team leistete allerdings einen Beitrag hierzu, indem es das einzusetzende Rennauto offiziell als „Lambo 291“ bezeichnete.

### Nur eine Saison
1991 war die einzige Saison des Rennstalls. Das Modena Team erzielte keine Weltmeisterschaftspunkte. Die Nichtqualifikationen überwogen die Rennteilnahmen deutlich. Nur siebenmal nahm ein Auto des Teams an einem Rennen teil.  Es gab nur vier Zielankünfte, dafür aber 25 verpasste Qualifikationen oder Vorqualifikationen. Modena-Pilot Nicola Larini hielt das Auto für „unfahrbar“. Der Teammanager Jaime Manca Graziadei machte einen erheblichen Mangel an Organisation für den erfolglosen Verlauf der Saison verantwortlich. Die Saison sei chaotisch verlaufen: „Es gab nicht sehr viel Organisation, abgesehen davon, was Mauro Forghieri dafür hielt. Er gab kaum jemand anderem eine Chance, Einfluss auf die Entwicklung des Teams zu nehmen.“
Ungeachtet der Erfolglosigkeit gab es Planungen für die Saison 1992. Die Überlegungen sahen vor, dass sich das Modena Team weitgehend von Lamborghini Engineering unabhängig machen sollte. Dementsprechend gingen Überlegungen dahin, ein etwaiges neues Chassis nicht mehr von Lamborghini Engineering bzw. von Mauro Forghieri entwickelt zu lassen. Vielmehr nahm Carlo Patrucco im Oktober 1991 Kontakt zu dem selbstständigen Designer Sergio Rinland auf, der in Großbritannien ein Designbüro mit dem Namen Astauto unterhielt und dort das Auto für 1992 entwerfen sollte. Es war sogar im Gespräch, für 1992 statt des Lamborghini-Motors ein Triebwerk von Judd zu verwenden. Als im Spätsommer die finanziellen Mittel immer knapper wurden, war schließlich sogar eine Fusion mit dem Coloni-Team im Gespräch. Dazu kam es nicht; das Modena Team wurde Ende 1991 mit einem hohen Schuldenberg geschlossen und liquidiert.

## Der Lambo 291

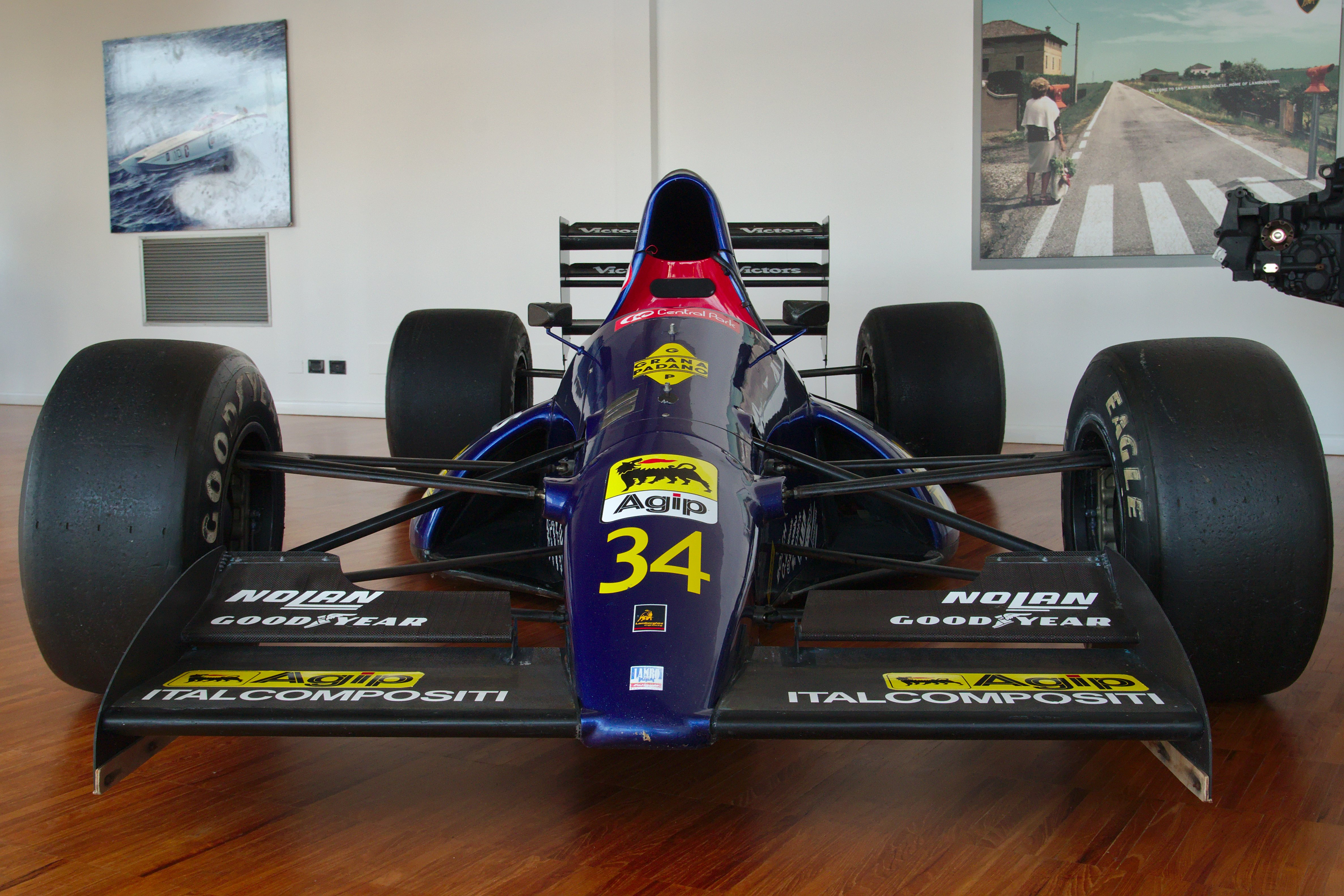
Lambo 291

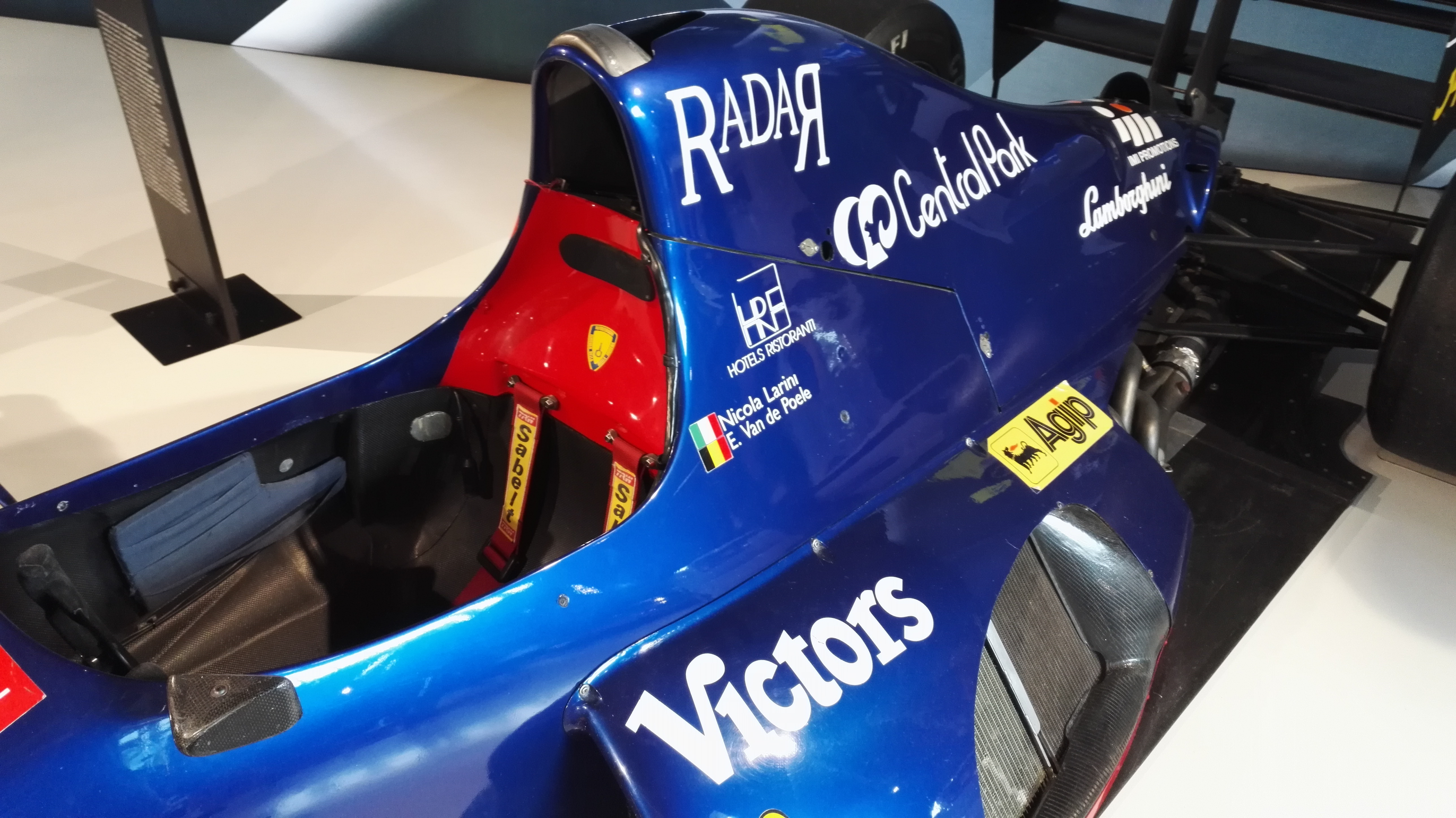
Detail des Lamborghini 291

Für die Weltmeisterschaft 1991 meldete das Modena Team einen Rennwagen mit dem Namen „Lambo 291“. Es war eine geringfügig weiterentwickelte Version des Fahrzeugs, das im Juni 1990 für GLAS präsentiert worden war. Die Entwicklungsarbeit hatten Mauro Forghieri sowie Marco Tollentino geleistet. Letzterer hatte 1984 und 1985 die letzten Formel-1-Autos für Alfa Romeo Motorsport entworfen und war von 1988 bis 1989 bei EuroBrun tätig gewesen. Der Lambo 291 war ein schlankes Auto, dessen auffälligste Merkmale niedrige, halbkreisförmige Seitenkästen waren, die zahlreiche abgerundete und teilweise offen liegende Kühlerflächen trugen. Dem von Tyrrell gesetzten Trend einer hohen Frontpartie mit darunter hängendem Frontflügel war Mauro Forghieri nicht gefolgt; stattdessen hatte der Lambo 291 eine konventionelle, steil abfallende Nase. Hier machte sich bemerkbar, dass das Grundkonzept des Wagens noch aus dem späten Jahr 1989 stammte und seitdem nicht mehr umfangreich modifiziert worden war. Als Triebwerk war der Zwölfzylinder von Lamborghini Engineering installiert, den in dieser Saison außerdem das französische Team Équipe Ligier einsetzte.
Der Prototyp war im Sommer 1990 fertig und wurde wenig später in Imola von dem italienischen Rennfahrer Mauro Baldi getestet, der seinen letzten Formel-1-Einsatz bereits 1985 für das Team Spirit hatte. Weitere Testfahrten unternahm Marco Apicella, der 1990 in erster Linie bei First Racing in der Formel 3000 aktiv war.

## Die Saison 1991

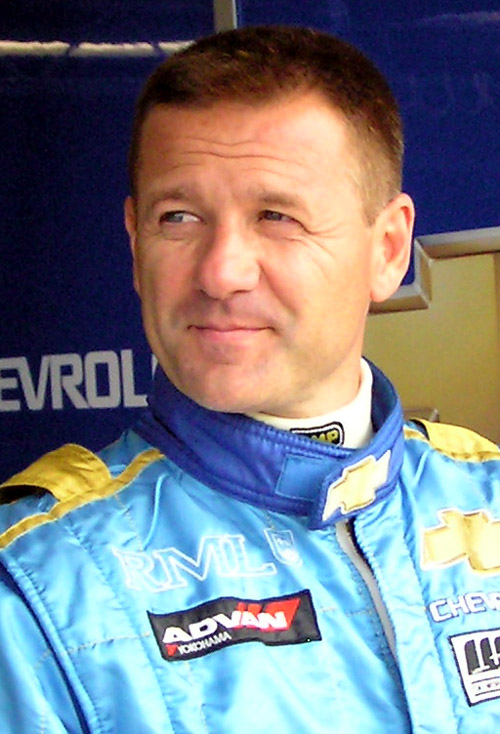
Für das Modena-Team beinahe in den Punkterängen: Nicola Larini

Das Modena Team bestritt 1991 alle Läufe der Weltmeisterschaft und setzte dabei zwei Autos ein. Fahrer waren Nicola Larini  und Eric van de Poele. Larini verband nach zwei Jahren bei Osella mit dem Wechsel zum Modena Team die Hoffnung auf ein konkurrenzfähigeres Team; für den Belgier van de Poele hingegen, der eine Reihe nationaler Sponsoren mitbrachte, war es die Möglichkeit, nach Jahren im Tourenwagensport und in der Formel 3000 einen Einstieg in die Formel 1 zu finden. 
Beide Fahrer unterlagen in der ersten Saisonhälfte der Vorqualifikation, wo sie mit Coloni, Fondmetal, Jordan und Dallara/BMS Scuderia Italia konkurrierten. Die Erwartungen an das neue Team waren hoch, denn der Lamborghini-Motor gehörte zu den stärksten Triebwerken im Feld. Mit ihm hatte das französische Team Larrousse die Saison 1990 als Sechster der Konstrukteursmeisterschaft abschließen und dabei unter anderem einen Podiumsplatz durch Aguri Suzuki erreichen können.
Beim Auftaktrennen der Saison 1991 in Phoenix schaffte Larini die Vorqualifikation und erreichte den 17. Startplatz, womit er beide Ligier, die mit dem gleichen Motor ausgestattet waren, hinter sich ließ. Larini konnte das erste Rennen beenden und kam als Siebter ins Ziel, wenn auch mit fünf Runden Rückstand auf den Sieger Ayrton Senna. Van de Poele konnte sich dagegen nicht vorqualifizieren. Er war mit einem Rückstand von 15 Sekunden auf die spätere Pole-Zeit Letzter der Vorqualifikation. Er verpasste die Vorqualifikation um mehr als sechs Sekunden. Seine durchschnittliche Rundengeschwindigkeit von 137 km/h war zugleich die niedrigste aller Fahrer.
Larinis siebter Platz im Auftaktrennen blieb zugleich das beste Resultat, das das Modena Team in der Saison erreichte. In den weiteren sieben Rennen bis einschließlich des Großen Preises von Großbritannien konnte sich Larini sechsmal nicht vorqualifizieren; dabei betrugen seine Rückstände auf die spätere Pole-Zeit zwischen sechs und neun Sekunden. Das reichte zumeist nur aus, um Pedro Matos Chaves im veralteten Coloni C4 hinter sich zu lassen. Beim Großen Preis von Mexiko fuhr Larini eine Zeit heraus, mit der er die Vorqualifikation bestanden hätte (nicht hingegen die eigentliche Qualifikation); allerdings wurde er wegen eines nicht regelkonformen Heckflügels vom Rennen ausgeschlossen. Eric van de Poele konnte sich in der gesamten Saison nur einmal für eine Rennteilnahme qualifizieren. Beim Großen Preis von San Marino startete er vom 21. Platz. In der letzten Runde lag van de Poele auf dem fünften Platz, der für sein Team zwei Punkte in der Konstrukteursmeisterschaft bedeutet hätte. Kurz vor dem Zieldurchlauf fiel allerdings die Benzinpumpe aus, sodass Van de Poeles Auto in Sichtweite der Ziellinie liegen blieb. Die nachfolgenden Fahrer zogen an van de Poele vorbei; er wurde als Neunter gewertet.
Der siebte und der neunte Platz in der ersten Saisonhälfte reichten aus, um das Modena Team für die zweite Saisonhälfte von der Vorqualifikation zu befreien. Eric van de Poele scheiterte aber bei allen acht verbleibenden Rennen an der Qualifikation. Larini qualifizierte sich zu den Großen Preisen von Deutschland, Ungarn, Belgien, Italien und Australien, fiel aber dreimal aus (Deutschland, Belgien und Australien) und kam im Übrigen außerhalb der Punkteränge ins Ziel. Auf dem Hungaroring kam er, vom 24. Startplatz aus ins Rennen gehend, als 16. mit drei Runden Rückstand ins Ziel. In Monza erreichte er den 23. Startplatz und wurde wiederum 16., diesmal mit fünf Runden Rückstand. 
Im Ergebnis war die Saison für das Modena Team enttäuschend verlaufen. Nicola Larini sagte einige Jahre später in einem Interview mit auto motor und sport, der Lambo 291 sei ein nahezu unfahrbares Auto gewesen. Gewichtsverteilung, Spurstabilität und Erschütterungsanfälligkeit hätten das Handling ausgesprochen schwierig gemacht. Zudem habe der Leichtbau des Wagens ein erhebliches Sicherheitsrisiko dargestellt. Larini sei froh gewesen, nach dem letzten Rennen 1991 nicht mehr in dieses Auto steigen zu müssen.

## Ergebnisse
| Saison | Chassis   | Fahrer          | Nr. | 1    | 2    | 3    | 4    | 5    | 6    | 7    | 8    | 9   | 10  | 11  | 12  | 13  | 14  | 15  | 16  | Punkte | Rang |
| ------ | --------- | --------------- | --- | ---- | ---- | ---- | ---- | ---- | ---- | ---- | ---- | --- | --- | --- | --- | --- | --- | --- | --- | ------ | ---- |
| Saison | Chassis   | Fahrer          | Nr. |      |      |      |      |      |      |      |      |     |     |     |     |     |     |     |     | Punkte | Rang |
| 1991   | Lambo 291 | N. Larini       | 34  | 7    | DNPQ | DNPQ | DNPQ | DNPQ | DSQ  | DNPQ | DNPQ | DNF | 16  | DNF | 16  | DNQ | DNQ | DNQ | DNF | 0      | –    |
| 1991   | Lambo 291 | E. van de Poele | 35  | DNPQ | DNPQ | 9    | DNPQ | DNPQ | DNPQ | DNPQ | DNPQ | DNQ | DNQ | DNQ | DNQ | DNQ | DNQ | DNQ | DNQ | 0      | –    |